# Konrad Plautz
Konrad Plautz (Navis, 1964. október 16. –) osztrák nemzetközi labdarúgó-játékvezető. Mérnöki diplomával rendelkezik. Egyéb foglalkozása politikus, az osztrák Kulturális Minisztérium osztályvezetője, menedzser.

## Pályafutása

### Labdarúgóként
Sok kollégájához hasonlóan, szülőhelyének labdarúgó klubjában fiatalon kezdett focizni. Tizenévesen jobbhátvédett játszott, de nem látott fantáziát egyéni képességeinek kibontakozására.

### Labdarúgó-játékvezetőként

#### Nemzeti játékvezetés
A játékvezetői vizsgát fiatalon, 16 évesen 1980-ban megszerezte, ezt követően a Tiroli Wilden Liga különböző osztályaiban szerezte meg a szükséges tapasztalatokat. Tízéves távlati céllént határozta meg, hogy eredményes pályafutást fog végrehajtani. Ellenőreinek és sportvezetőinek javaslatára 1984-ben országos, 1989-1991 között II. Ligás, 1992-től I. Ligás játékvezető. A FIFA JB központi nyelvei közül a németet beszéli. A nemzeti játékvezetéstől 2009-ben vonult vissza. Első ligás mérkőzéseinek száma: 227.

#### Nemzetközi játékvezetés
Az Osztrák labdarúgó-szövetség Játékvezető Bizottsága (JB) terjesztette fel nemzetközi játékvezetőnek, a Nemzetközi Labdarúgó-szövetség (FIFA) 1996-tól tartotta nyilván bírói keretében. Az UEFA 2000-ben sorolta be az éljátékvezetők csoportjába. Több UEFA-kupa Bajnokok Ligája (selejtezők, negyeddöntők, elődöntő) és válogatott mérkőzést vezetett, vagy működő társának 4. bíróként segített. Az osztrák nemzetközi játékvezetők rangsorában, a világbajnokság-Európa-bajnokság sorrendjében többedmagával az 1. helyet foglalja el 21 találkozó szolgálatával. Az UEFA által szervezett labdarúgó kupasorozatokban összesen 51 mérkőzést vezetett, amivel a 16. helyen áll. Az aktív nemzetközi játékvezetéstől 2009-ben búcsúzott. Válogatott mérkőzéseinek száma: 28.

##### Világbajnokság
A világbajnoki döntőkhöz vezető úton Dél-Koreába és Japánba a XVII., a 2002-es labdarúgó-világbajnokságra, Németországba a XVIII., a 2006-os labdarúgó-világbajnokságra, valamint Dél-Afrikába a XIX., a 2010-es labdarúgó-világbajnokságra a FIFA JB játékvezetőként alkalmazta.

##### 2002-es labdarúgó-világbajnokság

###### Selejtező mérkőzés
| Időpont             | Helyszín                  | Mérkőzés típusa           | Mérkőzés                       | Eredmény | Nézők száma |
| ------------------- | ------------------------- | ------------------------- | ------------------------------ | -------- | ----------- |
| 2001. április 25.   | Red Star Stadion, Belgrád | előselejtező (1. csoport) | Jugoszlávia–Oroszország        | 0 – 1    | 37 240      |
| 2001. szeptember 5. | Dinamo Stadion, Minszk    | előselejtező (5. csoport) | Fehéroroszország–Lengyelország | 4 – 1    | 24 302      |

##### 2006-os labdarúgó-világbajnokság

###### Selejtező mérkőzés
| Időpont             | Helyszín                          | Mérkőzés típusa           | Mérkőzés                  | Eredmény | Nézők száma |
| ------------------- | --------------------------------- | ------------------------- | ------------------------- | -------- | ----------- |
| 2004. szeptember 4. | Ion Oblemenco Stadion, Craiova    | előselejtező (1. csoport) | Románia–Macedónia         | 2 – 1    | 14 500      |
| 2005. március 26.   | Beşiktaş İnönü Stadion, Isztambul | előselejtező (2. csoport) | Törökország–Albánia       | 2 – 0    | 32 000      |
| 2005 szeptember 7.  | Skonto Stadion, Riga              | előselejtező (3. csoport) | Lettország–Szlovákia      | 1 – 1    | 8800        |
| 2005. október 12    | Dinamo Stadion, Minszk            | előselejtező (5. csoport) | Fehéroroszország–Norvégia | 0 – 1    | 13 222      |

##### 2010-es labdarúgó-világbajnokság

###### Selejtező mérkőzés
| Időpont             | Helyszín                     | Mérkőzés típusa           | Mérkőzés                          | Eredmény | Nézők száma |
| ------------------- | ---------------------------- | ------------------------- | --------------------------------- | -------- | ----------- |
| 2008. október 15.   | Ullevaal Stadion, Oslo       | előselejtező (9. csoport) | Norvégia–Hollandia                | 0 – 1    | 23 840      |
| 2009. június 10     | Olimpiai Stadion, Helsinki   | előselejtező (4. csoport) | Finnország–Oroszország            | 0 – 3    | 37 028      |
| 2009. szeptember 5. | Maksimir Stadion, Zágráb     | előselejtező (6. csoport) | Horvátország–Fehéroroszország     | 1 – 0    | 25 628      |
| 2009. október 147.  | Bilino Polje Stadion, Zenica | előselejtező (5. csoport) | Bosznia-Hercegovina–Spanyolország | 2 – 5    | 13 500      |

##### Európa-bajnokság
Ausztria rendezte az 1996-os U16-os labdarúgó-Európa-bajnokságot, ahol a FIFA/UEFA JB bemutatta a nemzetközi résztvevőknek.
---
Az európai labdarúgó torna döntőjéhez vezető úton Belgiumba és Hollandiába a XI., a 2000-es labdarúgó-Európa-bajnokságra, Portugáliába a XII., a 2004-es labdarúgó-Európa-bajnokságra, illetve Ausztriába és Svájcba a XIII., a 2008-as labdarúgó-Európa-bajnokságra az UEFA JB játékvezetőként foglalkoztatta.

##### 2000-es labdarúgó-Európa-bajnokság

###### Selejtező mérkőzés
| Időpont           | Helyszín                        | Mérkőzés típusa           | Mérkőzés            | Eredmény | Nézők száma |
| ----------------- | ------------------------------- | ------------------------- | ------------------- | -------- | ----------- |
| 1999. március 27. | Ali Sami Yen Stadion, Isztambul | előselejtező (3. csoport) | Törökország–Moldova | 2 – 0    | 19 454      |

##### 2004-es labdarúgó-Európa-bajnokság

###### Selejtező mérkőzés
| Időpont             | Helyszín                   | Mérkőzés típusa            | Mérkőzés            | Eredmény | Nézők száma |
| ------------------- | -------------------------- | -------------------------- | ------------------- | -------- | ----------- |
| 2002. szeptember 7. | Olimpiai Stadion, Helsinki | előselejtező (9. csoport)  | Finnország–Wales    | 0 – 2    | 35 833      |
| 2003. április 2.    | A. Le Coq Stadion, Tallinn | előselejtező (8. csoport)  | Észtország–Bulgária | 0 – 0    | 3000        |
| 2003. október 11.   | Lokomotiv Stadion, Moszkva | előselejtező (10. csoport) | Oroszország–Grúzia  | 3 – 1    | 30 000      |

##### 2008-as labdarúgó-Európa-bajnokság

###### Selejtező mérkőzés
| Időpont              | Helyszín                   | Mérkőzés típusa           | Mérkőzés               | Eredmény | Nézők száma |
| -------------------- | -------------------------- | ------------------------- | ---------------------- | -------- | ----------- |
| 2006. szeptember 2.  | Olimpiai Stadion, Helsinki | előselejtező (A. csoport) | Finnország–Portugália  | 1 – 1    | 38 015      |
| 2006. október 7      | Parken Stadion, Koppenhága | előselejtező (F. csoport) | Dánia–Észak-Írország   | 0 – 3    | 41 482      |
| 2007. március 24.    | Maksimir Stadion, Zágráb   | előselejtező (E. csoport) | Horvátország–Macedónia | 2 – 1    | 20 000      |
| 2007. szeptember 12. | Parc des Princes, Párizs   | előselejtező (B. csoport) | Franciaország–Skócia   | 0 – 1    | 42 000      |
| 2007. október 17.    | Nemzeti Stadion, Szófia    | előselejtező (G. csoport) | Bulgária–Románia       | 1 – 1    | 15 000      |

###### Európa-bajnoki mérkőzés
| Időpont          | Helyszín              | Mérkőzés típusa              | Mérkőzés                  | Eredmény | Nézők száma |
| ---------------- | --------------------- | ---------------------------- | ------------------------- | -------- | ----------- |
| 2008. június 10. | Tivoli Neu, Innsbruck | csoportmérkőzés (D. csoport) | Spanyolország–Oroszország | 4 – 1    | 30 772      |
| 2008. június 15. | St. Jakob-Park, Bázel | csoportmérkőzés (A. csoport) | Svájc–Portugália          | 2 – 0    | 39 730      |

##### Nemzetközi kupamérkőzések
Vezetett Kupa-döntők száma: 1.

###### UEFA-kupa
| Időpont             | Helyszín                        | Mérkőzés típusa | Mérkőzés            | Eredmény |
| ------------------- | ------------------------------- | --------------- | ------------------- | -------- |
| 1999. augusztus 26. | Szusza Ferenc Stadion, Budapest | előselejtező    | Újpest–FK Vojvodina | 1 – 1    |

###### UEFA-szuperkupa
Monaco adott helyet a 2007-es UEFA-szuperkupa döntőjének.
| Időpont             | Helyszín                  | Mérkőzés típusa | Mérkőzés            | Eredmény | Nézők száma |
| ------------------- | ------------------------- | --------------- | ------------------- | -------- | ----------- |
| 2007. augusztus 31. | II. Lajos Stadion, Monaco | döntő           | AC Milan–Sevilla FC | 3 – 1    | 18 000      |

## Sikerei, díjai
- 2004-ben és 2006-ban, kiemelkedő sportos eredményei elismeréseként az Év Játékvezetője címet és a vele járó aranyérmet kapta.
- 2008-ban FIFA kitüntetést kapott játékvezetői pályafutásának kiemelkedő tevékenységéért.

## Magyar kapcsolat
| Időpont           | Helyszín             | Mérkőzés típusa | Mérkőzés                       | Asszisztensek             | 4. játékvezető | Eredmény | Nézők száma |
| ----------------- | -------------------- | --------------- | ------------------------------ | ------------------------- | -------------- | -------- | ----------- |
| 2009. április 23. | Népstadion, Budapest | felkészülési    | Magyar ligaválogatott–AC Milan | Vámos Tibor/L. Tóth Lajos | Solymosi Péter | 2 – 5    | 18 000      |

## Politikai pályafutás
2001-ben Carinthia (BZÖ) elnöke. Egy politikai beszéde után életveszélyesen megfenyegették. Jörg Haider pártvezér (2008-ban autóbaleset következtében meghalt) felszólalására az osztrák nemzetgyűlés is foglalkozott az üggyel. A bírósági eljárás eredményeként Plautz 200 000 schilling kártérítést kapott a fenyegető újságtól.

## Kapcsolódó szócikk
- Labdarúgó-játékvezetők listája